# Gajoubert
Gajoubert is een gemeente in het Franse departement Haute-Vienne (regio Nouvelle-Aquitaine) en telt 171 inwoners (1999). De plaats maakt deel uit van het arrondissement Bellac.

## Geografie
De oppervlakte van Gajoubert bedraagt 14,2 km², de bevolkingsdichtheid is 12,0 inwoners per km².
De onderstaande kaart toont de ligging van Gajoubert met de belangrijkste infrastructuur en aangrenzende gemeenten.

## Demografie
Onderstaande figuur toont het verloop van het inwonertal (bron: INSEE-tellingen).